# Tomioka Tessai
Tomioka Tessai est un nom japonais traditionnel ; le nom de famille (ou le nom d'école), Tomioka, précède donc le prénom (ou le nom d'artiste).
 (juillet 2025).
Si vous disposez d'ouvrages ou d'articles de référence ou si vous connaissez des sites web de qualité traitant du thème abordé ici, merci de compléter l'article en donnant les références utiles à sa vérifiabilité et en les liant à la section « Notes et références ».
Tomioka Tessai (富岡 鉄斎, né le 25 janvier 1837, mort le 31 décembre 1924) est un peintre japonais. Il est l’un des derniers grands peintres de la tradition chinoise des lettrés au Japon.

## Vie et œuvre

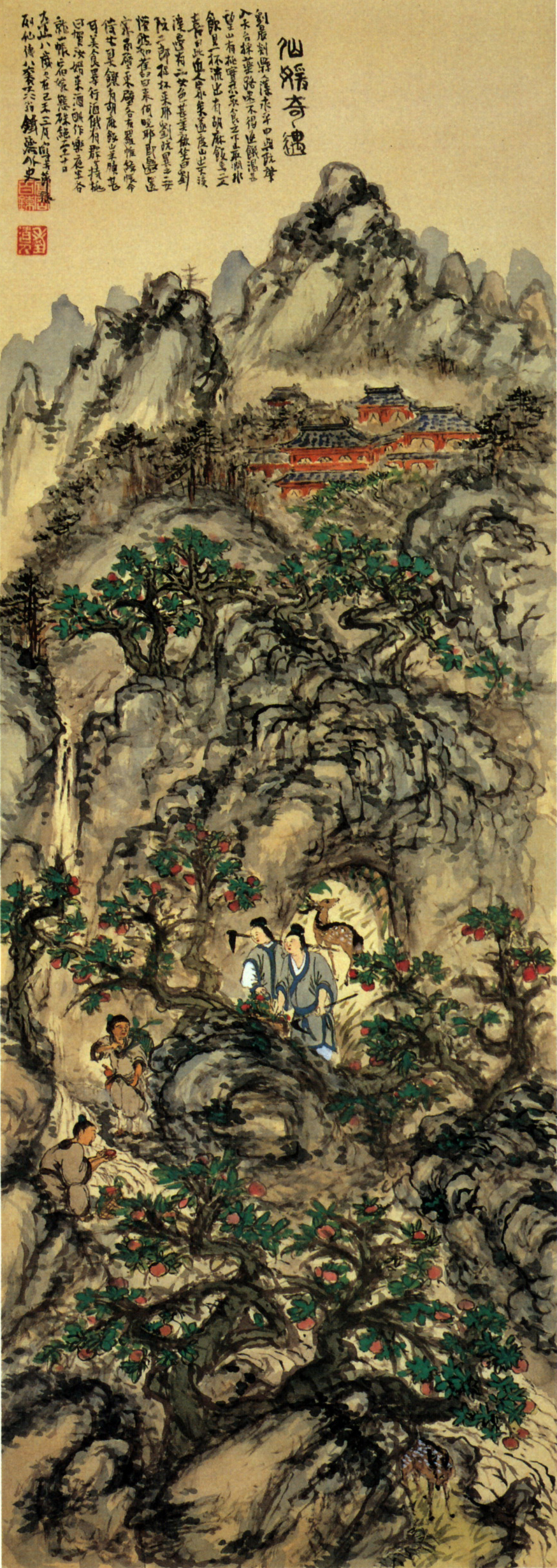
Tomioka Tessai, Rencontre avec des Immortelles, couleurs sur soie, 1919

Tomioka Tessai naît à Kyōto. Son père est marchand de robes bouddhiques. Son nom d’usage est Yūsuke. Il prend le nom de Tessai à la fin des années 1860, mais il utilisera de nombreux autres pseudonymes.
Tessai souffrant d’une ouïe un peu faible, sa famille décide d’en faire un lettré et le confie à un sanctuaire shintō. À partir de l’âge de quinze ans, il étudie auprès de Ōkuni Takamasa (1793-1871), un spécialiste des Etudes nationales (Kokugaku) défendant la restauration impériale et la prééminence du shintō. Parallèlement, il étudie la poésie et les classiques chinois. Il fréquente aussi la poétesse Ōtagaki Rengetsu qui l’initie à l’art.
C’est probablement en 1855 que Tessai commence à se former à la peinture. Il apprend le style nanga auprès de Oda Kaisen (1785-1862) et le style yamatoe auprès de Ukita Ikkei (1795-1859). Il complète sa formation par un séjour à Nagasaki en 1861, ville qui, du fait de la présence d’un comptoir chinois, était l’un des principaux centres de la culture des lettrés. En 1862, il établit son atelier à Kyōto et fréquente les cercles de lettrés et samourais favorables à la restauration du pouvoir impérial.
Au lendemain de la restauration de Meiji, à la faveur de la naissance du shintō d’Etat, Tessai devient « fonctionnaire des dieux » (shinkan) au sanctuaire Isonokami-jingū près de Nara, puis au Ōtori-taisha près d'Ōsaka. Il profite de cette période de spectaculaire transformation du Japon pour voyager à travers l’archipel, ce qui le conduit jusqu’à l'île de Hokkaidō, alors en cours de colonisation, en 1874. Sa vaste culture le mène aussi à enseigner. De 1869 à 1904, il enseigne la morale (shūshin) successivement à l’école privée Ritsumeikan et à l’école des Beaux-arts de la ville de Kyōto.
Tessai a peint pendant plus soixante ans et l’on estime qu’il a laissé entre dix et vingt mille œuvres. Il a recours à des techniques variées — notamment celles qui sont associées à Kyoto : rimpa, Yamato-e, Ōtsu-e, etc. —, mais c’est dans le style nanga qu’il réalise ses compositions les plus originales. En 1897, il fonde avec Tanomura Chokunyū (1814-1907) l’Association de la peinture des lettrés du Japon (Nihon nanga kyōkai). En 1907, il reçoit une commande impériale et, en 1917, il est admis à l’Académie impériale des Arts (Teishitsu gigei-in). Les œuvres qu’il peint dans les dernières années de sa vie, entre 80 et 87 ans environ, ont une exubérance unique. Sans jamais abandonner les principes de la peinture de style chinois alliant un texte calligraphié et un motif qui est généralement paysagé, il introduit de violentes distorsions et des couleurs luxuriantes qui donnent un sentiment de détachement libre et amusé. Il connaît un succès tardif, mais considérable, influençant plusieurs jeunes artistes, à commencer par le peintre Ryūzaburō Umehara.
Tomioka Tessai décède dans sa maison de Kyōto le 31 décembre 1924.